# Alexander Hill Everett
Alexander Hill Everett (Boston, 1792 – Canton, 1847) è stato un diplomatico statunitense.
Diplomatico in Russia fino al 1811, fu ambasciatore in Spagna dal 1825 al 1829 e ministro plenipotenziario in Cina dal 1845 al 1847.
Diresse la North American Review dal 1829 al 1835.